# Camille Roqueplan
Pour les articles homonymes, voir Roqueplan.
 (novembre 2014).
Si vous disposez d'ouvrages ou d'articles de référence ou si vous connaissez des sites web de qualité traitant du thème abordé ici, merci de compléter l'article en donnant les références utiles à sa vérifiabilité et en les liant à la section « Notes et références ».
Camille Joseph Étienne Rocoplan, dit Camille Roqueplan, né le 18 février 1803 à Mallemort (Bouches-du-Rhône) et mort le 30 septembre 1855 à Paris, est un peintre français.

## Biographie
Camille Roqueplan est le fils de François-Hilarion Rocoplan (1773-1833) et de Marie-Thérèse Douneau, (1771-1841), il est le frère du journaliste et directeur de théâtre Nestor Roqueplan, et de Zénobie Roqueplan épouse de Jean-Baptiste Henriot.
Dès son enfance, Roqueplan montra des dispositions pour le dessin, et au collège, sans avoir jamais eu de maître, il corrigeait souvent les ouvrages de ses camarades. Vers 1821, il commença à prendre des leçons de peinture.
Mais assez bizarrement, lorsque le père de Roqueplan, voyant le goût de son fils, l'encouragea à faire de la peinture sa profession, Roqueplan éprouva une grande répugnance à suivre cette décision. Il voulait bien faire de la peinture un délassement, mais non pas un état. Forcé de cultiver la peinture, Roqueplan prit tellement les ateliers en dégoût que, pour échapper à la profession qu’on voulait lui donner, il se mit à étudier la médecine.
Roqueplan trouva peu séduisante la nature que l’on étudie dans les amphithéâtres d’anatomie et il ne passa même pas d’examen. Il devint ensuite commis au ministère des Finances, dans les bureaux où son père occupait un emploi, mais le séjour du jeune commis dans les bureaux du ministère fut de courte durée.
Après ces essais infructueux, Camille Roqueplan décide de revenir à la peinture. Il suit les cours de M. Maillard. Ce maître, après avoir donné à son jeune élève les premières notions du paysage, l’engage à aller prendre, auprès d’un autre professeur, des leçons pour la figure et les études académiques. Suivant ce conseil, Roqueplan devient l’un des élèves les plus assidus de l’atelier d’Abel de Pujol.
Un jour pourtant, l’affection particulière que Pujol portait à son élève faillit encore une fois le décourager de ses études, alors que le maître avait accordé à l’élève la permission de venir voir un tableau qu’il venait d’achever. Ce tableau avait pour sujet : Joseph expliquant les songes. Deux personnages de cette composition étaient entièrement dans l’ombre ; l’effet du clair-obscur était parfaitement rendu, et cet effet même parut d’une si grande difficulté au jeune élève que le courage vint encore à lui manquer et, désespérant d’atteindre un talent aussi difficile, il voulut de nouveau renoncer à son art. Ce ne fut qu’avec beaucoup de peine qu’on parvint à faire reprendre courage à Roqueplan, et à persévérer dans ses études.
Après Pujol, Roqueplan eut pour professeur Antoine Gros, qui ne témoigna pas à son élève la même affection que le premier maître. Roqueplan resta trois ans dans son atelier sans recevoir de lui le moindre encouragement. C’est à peine même si Gros lui donnait une bien courte leçon quand arrivait son tour.
Après avoir concouru pour le prix de Rome, Roqueplan, de son propre mouvement, sortit de l’atelier de Gros, et se mit à travailler suivant sa fantaisie. Il s’amusa à peindre des tableaux de paysage, pour mettre à profit les premières leçons qu’il avait reçues de Maillard. Ce genre de peinture le détermina à faire un voyage dans le Dauphiné et il travailla beaucoup dans cette région. De retour à Paris, il exécuta un grand paysage avec figures, qu’il exposa au Salon, où cet ouvrage lui valut une médaille d’or.

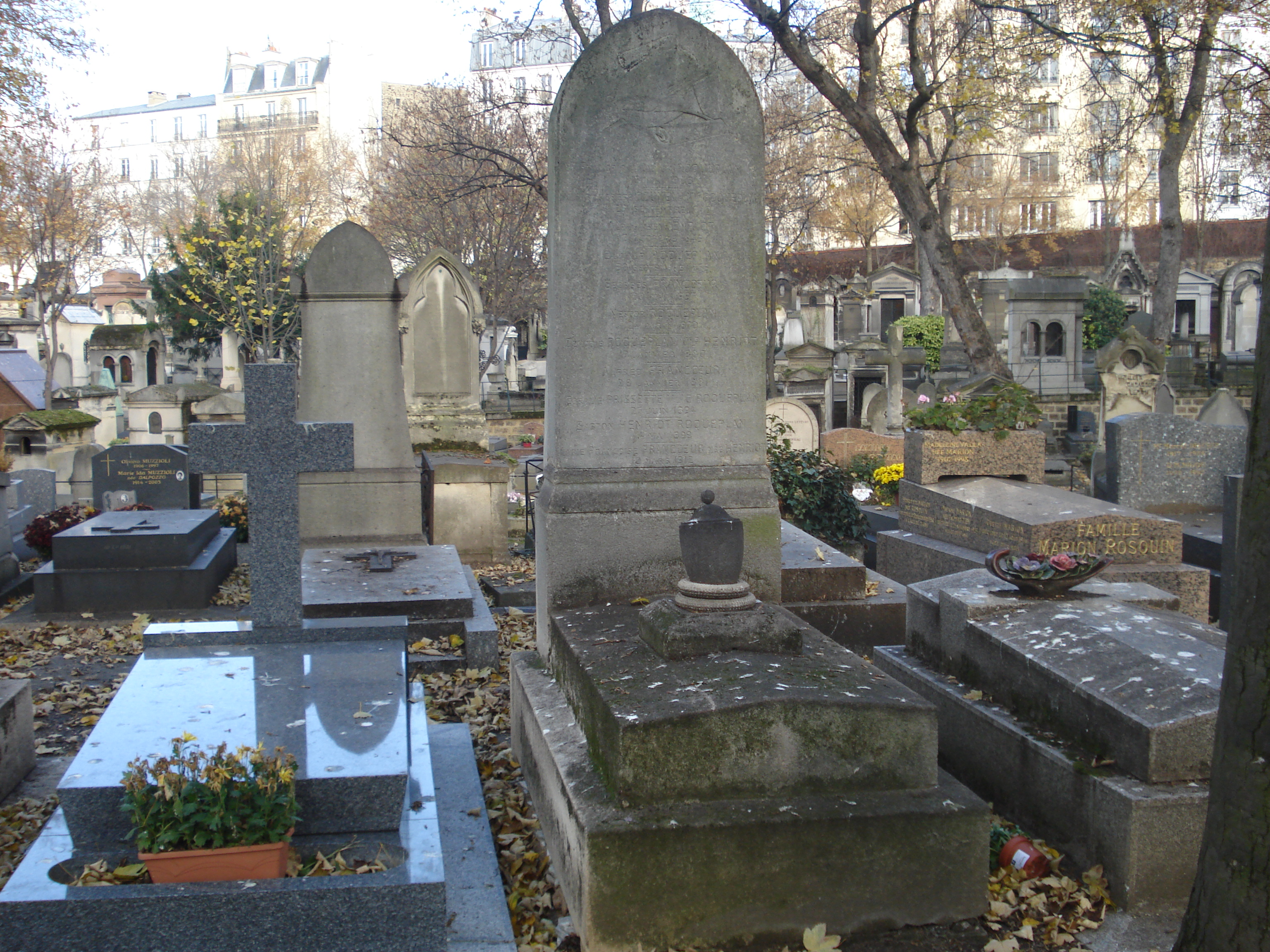
Tombe de Camille et Nestor Roqueplan, Paris, cimetière de Montmartre.

Roqueplan est le premier peintre qui, à l’époque où les romans de Walter Scott jouissaient de leur plus grande vogue, sut emprunter certains sujets d'histoire à l'écrivain comme dans Les Puritains d'Écosse, toile inspirée par son roman Old Mortality (1816). Il commença par faire une scène de L’Antiquaire, tableau de grandeur demi-nature, gravé et lithographié.
Camille Roqueplan épouse Joséphine-Coralie Prissette le 24 avril 1844 à Paris, de leur relation avant mariage est née Camille-Élise-Marie Rocoplan (dite Roqueplan) le 5 septembre 1835, qui épouse Amédée-Louis-Henri Prévost le 10 novembre 1860 à Paris. Mme Prévost-Roqueplan est une artiste peintre, chevalier de la Légion d'honneur, elle meurt à l’âge de 103 ans, doyenne de la Société des artistes français, en mars 1938.
Camille Roqueplan meurt le 29 septembre 1855 à Paris est inhumé au cimetière de Montmartre (21e division), aux côtés de ses parents, son frère Nestor, sa sœur Zénobie et leurs familles.

## Collections publiques
France
- Bordeaux, musée des Beaux-Arts :

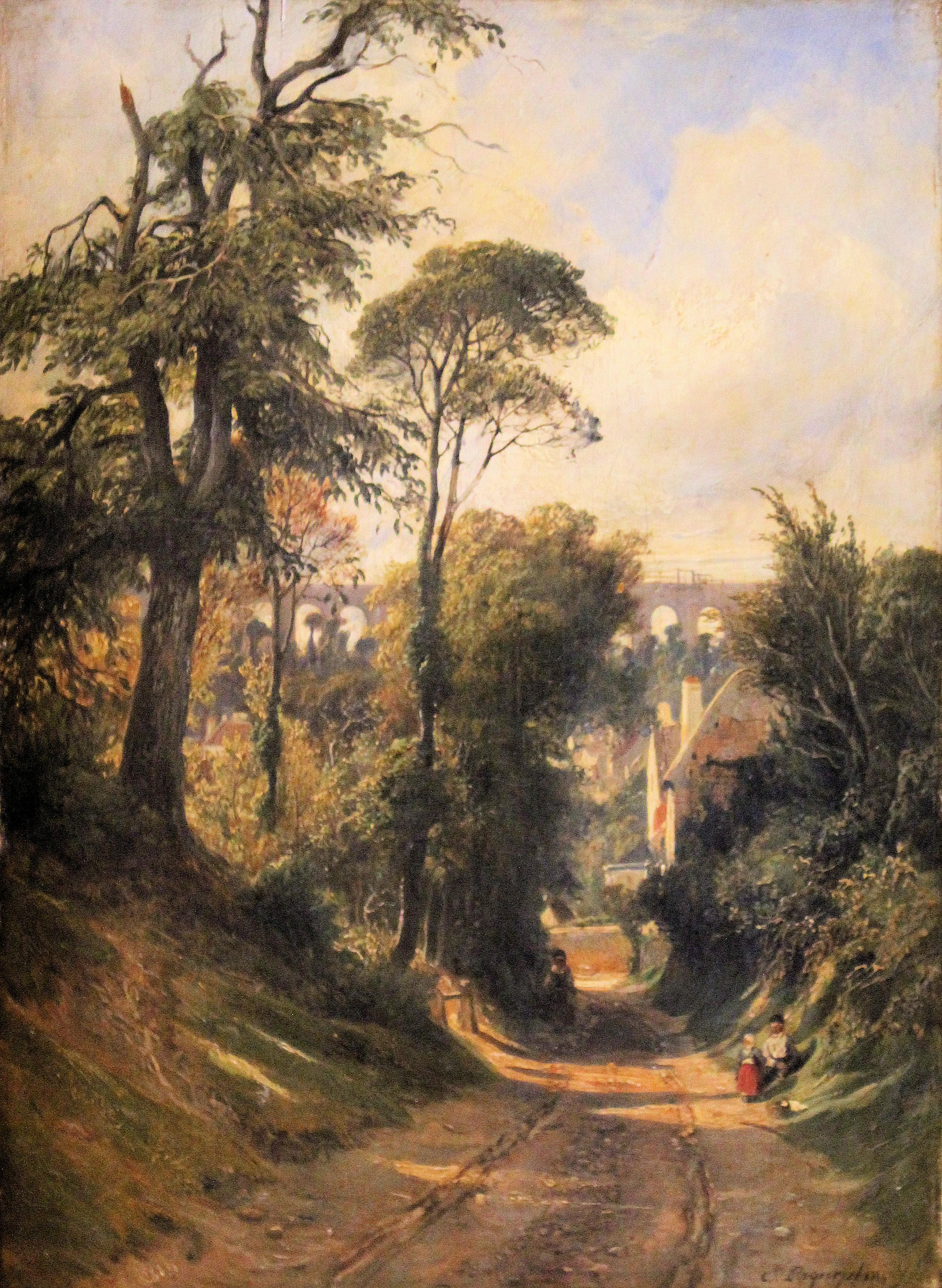
Vue du Val-Fleury (entre 1825 et 184, Chantilly, musée Condé.

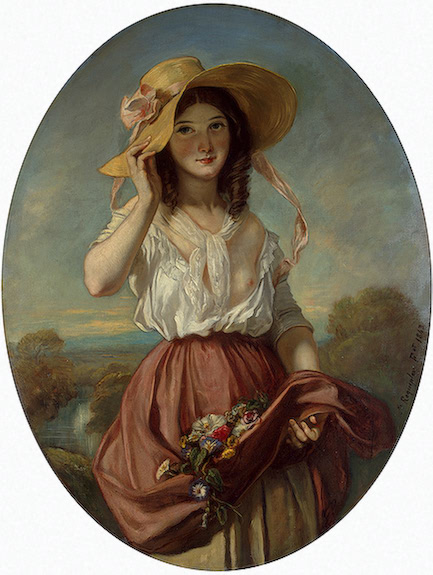
Jeune fille avec des fleurs (1843), Saint-Pétersbourg, musée de l'Ermitage.

  - Valentine et Raoul ou Une scène de la Saint-Barthélemy, huile sur toile, dépôt de l'État en 1850, transfert de propriété au profit du musée des Beaux-Arts de Bordeaux en 2012[3],[4].
- Chantilly, musée Condé :
  - Chantilly au XVIIIe siècle, goûter dans le parc, dessus de porte de la chambre du duc, 97 × 94 cm[5] ;
  - Feu d’artifice à Fontainebleau, à l’occasion du mariage du duc de Chartres (1810-1842), en 1837, aquarelle, 25,6 × 33,8 cm[6] ;
  - Vue du Val-Fleury, huile sur bois, 40 × 38 cm[7].
- Chartres, musée des Beaux-Arts :
  - Enfant jouant avec un chat, toile ovale, 43 × 36 cm, acquisition en 1856[8].
- Dijon :
  - musée Magnin :
    - Le Lion amoureux, fusain et craie sur papier teinté, 18 × 12 cm[9] ;
    - La Masure, huile sur bois, 24,2 × 32,2 cm[10] ;
    - Petites Italiennes dans la campagne romaine ;
    - Le Vieux château-fort, attribution, lavis d'encre brune sur papier velin blanc, 11 × 10 cm[11].

  - musée des Beaux-Arts : Le Moulin à eau, huile sur toile, 43 × 33 cm[12].
- Fontainebleau, musée national du château de Fontainebleau : Marine. Vue prise sur les côtes de Normandie, huile sur toile, 103 × 158 cm[13].
- Lille, palais des Beaux-Arts :
  - La Mort de l’espion Morris, huile sur toile, 257 × 200 cm[14] ;
  - La Baie de Naples, huile sur toile, 32 × 45 cm[15].
- Marseille :
  - musée des Beaux-Arts :
    - La Rencontre ;
    - La Fontaine du grand figuier dans les Pyrénées.

  - musée Grobet-Labadié : Scène champêtre : toilette printanière.
- Montpellier, musée Fabre : Marine, plage avec figures.
- Orléans, musée des Beaux-Arts: Jeunes enfants avec une chèvre, Esquisse, huile sur bois, 45,5 x 37 cm[16].
- Paris :
  - musée de la Vie romantique: Les Puritains d'Écosse.
  - musée du Louvre, département des arts graphiques :
    - La Mort de Manon Lescaut, crayon noir, papier gris et sanguine, 41 × 34 cm[17] ;
    - La Diligence en danger, aquarelle et vernis, 19 × 31 cm[18].

- Reims, musée des Beaux-Arts :

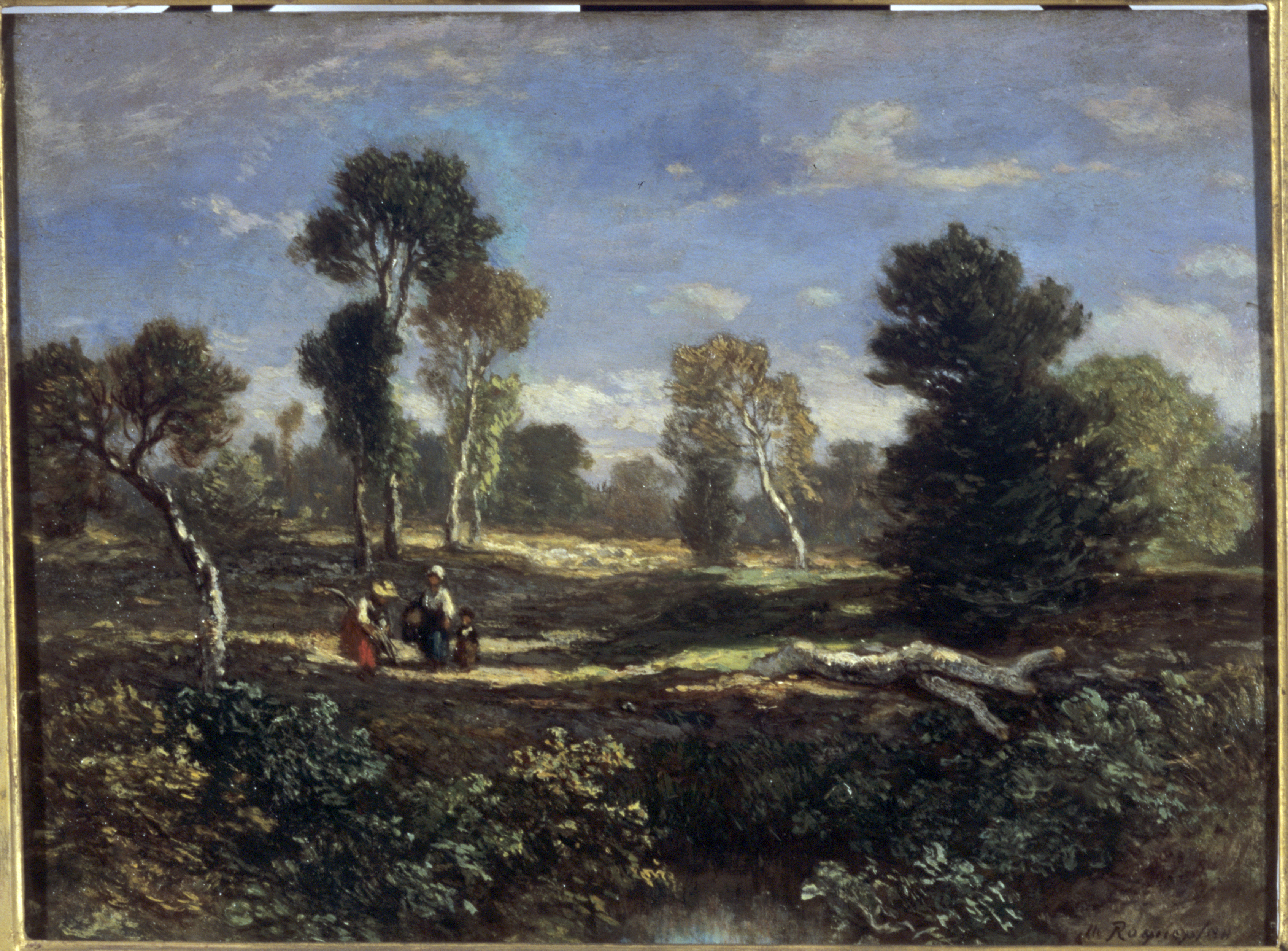
Paysage (vers 1855), musée des Beaux-Arts de Reims

  - Scène d'orage, vers 1830, huile sur toile, 40,8 × 32,6 cm[20],[21] ;
  - Paysage, vers 1855, huile sur bois, 24,8 × 32,9 cm[20],[19] ;
  - Marine. Un naufrage, 1829, pastel sur papier, 22,5 × 32,5 cm, legs Joseph-François Kasparek en 1893[20].
- Saint-Cloud, musée des Avelines.
- Toulon, musée d'Art : Coup de vent et diligence, 1839, huile sur toile, 79 × 119 cm.
- Versailles :
  - musée de l'Histoire de France :
    - Bataille d’Elchingen. 15 octobre 1805, huile sur toile, 85 × 155 cm[22] ;
    - Bataille de Rocoux. 11 octobre 1746, huile sur toile, 174 × 403 cm[23] ;
    - François Jean de Chastellux, marquis de Chastellux, maréchal de France (1734-1788), huile sur toile, 71 × 58 cm[24].

  - musée Lambinet : Jeune Fille à la chèvre, huile sur contreplaqué, 20 × 15 cm[25].

Royaume-Uni
- Londres, Wallace collection :
  - Le Lion amoureux, huile sur toile, 195 × 153 cm[26] ;
  - Une conversation sentimentale, huile sur toile, 40 × 32 cm[27] ;
  - Plaisirs d'été, huile sur toile, 44 × 29 cm ;
  - Paysage italien, huile sur toile, 35 × 27 cm.

Russie
- Saint-Pétersbourg, musée de l'Ermitage : Jeune fille avec des fleurs, 1843, huile sur toile, 110 × 84 cm[28].

## Œuvres non localisées
- Deux tableaux représentant deux scènes des Confessions de Jean-Jacques Rousseau, tableaux de genre gravés, l'un par Tavernier, l'autre par Prévost.

## Élèves
- Marie-Alexandre Alophe (1812-1883) dit Adolphe Menut, peintre, lithographe et photographe.
- Marie-Élisabeth Blavot dite Mme Cavé.
- Gabriel-Gervais Chardin (1814-1907).
- Charles Fortin (1815-1865).
- Charles-Théodore Frère (1814-1886).
- Prosper Marilhat (1811-1847).
- Jules Michelin (1817-1870).
- Constant Troyon (1810-1865).